# The Adventures of Dr. Franken
The Adventures of Dr. Franken è un videogioco a piattaforme e picchiaduro pubblicato nel 1993 per Super Nintendo Entertainment System dalla Elite Systems in Europa e dalla DTMC Inc., editrice californiana, in America. Il protagonista è una parodia del mostro di Frankenstein in abbigliamento estivo, che deve esplorare complessi livelli bidimensionali ambientati in varie parti del mondo e combattere i nemici con calci.
Riprende il nome da Dr. Franken per Game Boy, della stessa sviluppatrice britannica Motivetime, e a volte ne è considerato una conversione, ma ha grosse differenze nel gameplay.